# غريس غرينوود أميس
غريس غرينوود أميس (بالإنجليزية: Grace Greenwood Ames)‏ هي رسامة أمريكية، ولدت في 15 يناير 1905 في بروكلين في الولايات المتحدة، وتوفيت في 21 يوليو 1979 في نيويورك في الولايات المتحدة.